# قیصر (فیلم)
قِیصَر فیلمی به کارگردانی و نویسندگی مسعود کیمیایی، ساخته سال ۱۳۴۸ به تهیه‌کنندگی عباس شباویز در استودیو آریانا فیلم است. عنوان‌بندی این فیلم را عباس کیارستمی ساخته است.
قیصر، پرفروش‌ترین فیلم سال ۱۳۴۸، در پدیدآوردن موج نو در سینمای ایران نقش بسزایی داشته است.

## داستان

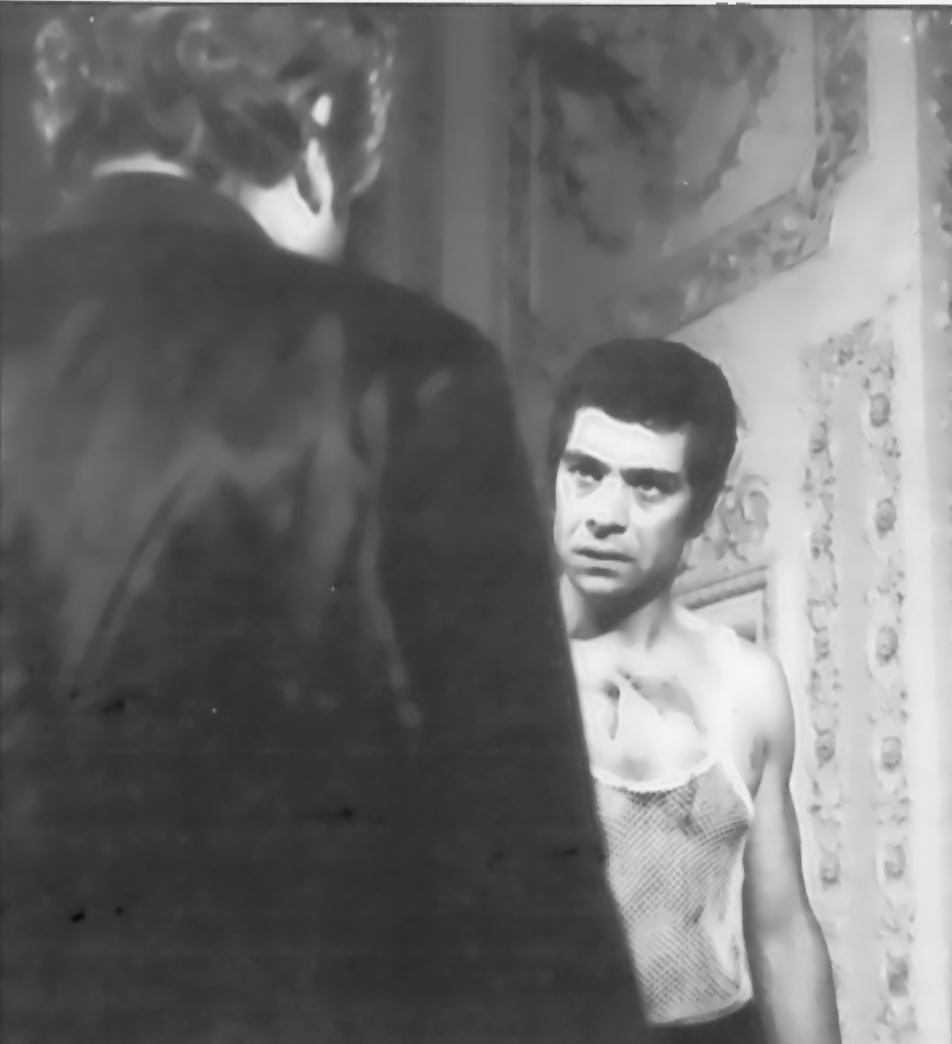
بهروز وثوقی و جمشید مشایخی (پشت به تصویر) در نمایی از فیلم

یکی از برادران آب‌مَنگُل به نام منصور (جلال پیشوائیان)، فاطی را هتک حرمت می‌کند. فاطی، پس از نوشتن نامه‌ای به مادر (ایران دفتری) و دایی‌اش (جمشید مشایخی)، خودکشی می‌کند و در بیمارستان جان می‌دهد. فرمان (ناصر ملک‌مطیعی)، برادر بزرگ فاطی، پس از آگاه‌شدن از موضوع، به دکان برادران آب‌مَنگُل می‌رود. او، چون پیشتر قسم خورده‌بوده که دیگر هرگز دست به چاقو نبرد، با دستان خالی با برادران آب‌مَنگُل روبه‌رو می‌شود. دو برادر منصور، رحیم (غلامرضا سرکوب) و کریم (حسن شاهین)، او را غافل‌گیر کرده، می‌کشند. قیصر (بهروز وثوقی)، برادر کوچکِ فرمان، از سفر جنوب بازمی‌گردد و پس از آگاه‌شدن از قضیه، به‌قصد انتقام به سراغ برادران آب‌مَنگُل می‌رود. او کریم را در حمام و رحیم را در کشتارگاه از پا درمی‌آورد. سپس به اتفاق ننه‌مشهدی، رخت‌شوی محله‌شان، برای زیارت به مشهد می‌رود. وقتی قیصر از زیارت بازمی‌گردد، از مرگ مادرش باخبر می‌شود. در گورستان، به‌هنگام دفن مادرش، به‌کمک نامزدش (پوری بنایی) از چنگ پلیس می‌گریزد و به‌واسطهٔ رقاصه‌ای (شهرزاد) منصور را در ایستگاه راه‌آهن یافته، او را با چاقو می‌کشد. دست آخر نیز پلیس او را دستگیر می‌کند.

## بازیگران و گویندگان
اسامی بازیگران فیلم قیصر به شکل و ترتیب نمایش در عنوان‌بندی آغازین فیلم:
| شمارگان | بازیگران         | نقش‌ها                               | گویندگان        | توضیحات            |
| ------- | ---------------- | ----------------------------------- | --------------- | ------------------ |
| ۱       | بهروز وثوقی      | قیصر                                | منوچهر اسماعیلی |                    |
| ۲       | پوری بنایی       | اعظم، نامزد قیصر                    | ژاله کاظمی      |                    |
| ۳       | جمشید مشایخی     | خان دایی، دایی قیصر                 | منوچهر اسماعیلی |                    |
| ۴       | ایران دفتری      | مادر قیصر                           | فهیمه راستکار   |                    |
| ۵       | حسن شاهین        | کریم آب‌منگل                         | محمود نوربخش    |                    |
| ۶       | بهمن مفید        | میتی، دوست قیصر                     | بهمن مفید       |                    |
| ۷       | میرمحمد تجدد     | عباس، برادر اعظم                    | صادق ماهرو      |                    |
| ۸       | جلال [پیشوائیان] | منصور آب‌منگل                        | جلال پیشوائیان  |                    |
| ۹       | [غلامرضا] سرکوب  | رحیم آب‌منگل                         | مهدی آرین‌نژاد   |                    |
| ۱۰      | شهرزاد           | سهیلا فردوس، رقاصه و معشوقه منصور   | ژاله کاظمی      | (کبری سعیدی)       |
| ۱۱      | غزاله            | فاطی، خواهر قیصر                    |                 |                    |
| ۱۲      | [منوچهر] ژیان    |                                     |                 |                    |
| ۱۳      | [علی] دهقان      |                                     |                 |                    |
| ۱۴      | مریم             |                                     |                 |                    |
| ۱۵      | ناصر ملک‌مطیعی    | فرمان، برادر قیصر                   | ایرج ناظریان    | با هنرمندی:        |
| ۱۶      | اسماعیل شیرازی   | آقا رضا، دوست قیصر در صحنه قهوه‌خانه | محمود نوربخش    | (در تیتراژ نیامده) |
| ۱۷      | عرش پورزارعی     | پلیس                                | علی‌محمد اشکبوس  | (در تیتراژ نیامده) |

* اسامی داخل کروشه در عنوان بندی یا پوستر درج نشده‌اند، به معنی که این بازیگران در زمان خود به این نامها شهرت داشته‌اند.
فیلم قیصر با مدیریت منوچهر اسماعیلی در استودیو مهرگان‌فیلم دوبله شد. گوینده آنونس فیلم ابوالحسن تهامی بود. دیگر گویندگان در نقشهای فرعی شامل: مهدی آرین‌نژاد (فروشنده بلیط بخت آزمایی، پلیس، مأمور لباس شخصی پلیس، راننده تاکسی)، پرویز نارنجی‌ها (رئیس پلیس، حمومی)، محمود نوربخش (مأمور لباس شخصی پلیس)، عباس همایونی (سرکارگر اوراقی راه‌آهن)، فرخنده (ننه مشهدی، زنی در بیمارستان)، زهره شکوفنده (دوست سهیلا فردوس)، فریدون اسماعیلی و فرامرز نکوشیم (احمد دوست قیصر در قهوه‌خانه) بودند.

## تولید فیلم
هفته اول اردیبهشت ۱۳۴۸: آغاز فیلمبرداری فیلم

## نمایش فیلم
فیلم قیصر برای بار نخست در تاریخ چهارشنبه ۱۰ دی ۱۳۴۸ در ۱۳ سینما در تهران به نمایش درآمد. این فیلم جایگزین فیلم «پیوند دوستی» با عنوان اصلی "Dil Ne Phir Yaad Kiya" محصول کشور هندوستان در گروه سینمایی مولن‌روژ شد.
سینماهای نمایش‌دهنده فیلم قیصر در تهران در گروه سینمایی مولن‌روژ شامل ۱۳ سینمای مولن روژ، دیانا، مهتاب، رکس، لیدو، شهوند، نپتون، همای، اسکار، ارانوس، پاسارگاد، شرق و رنگین‌کمان (برنامه افتتاحیه سینما رنگین‌کمان) بودند.
فیلم قیصر، پس از سه‌هفته نمایش در تهران، در گروه سینمایی مولن‌روژ در تاریخ چهارشنبه ۱ بهمن ۱۳۴۸ جای خود را به فیلم ضرب شست داد.
بعد از این فیلم قیصر به دفعات در سینماهای ایران به نمایش درآمد. از جمله از تاریخ چهارشنبه ۱۷ تیر ۱۳۴۹ در گروه سینمایی مولن‌روژ به نمایش داده شد و پس از ۳ هفته نمایش در تاریخ چهارشنبه ۷ مرداد ۱۳۴۹ جای خود را به فیلم هندی خاطرات یک زن (به هندی: Baharon Ki Manzil) داد. همچنین در سال ۱۳۵۰، از تاریخ جمعه ۲۱ آبان ماه سال ۱۳۵۰ در سینماهای نیاگارا، اروپا، میامی، الوند، کیهان، قصر طلایی، مارلیک، ری، ارانوس، فردوسی و سیلوانا به نمایش درآمد و پس از یک هفته در تاریخ سه‌شنبه ۲۷ آبان ۱۳۵۰ جای خود را به فیلم حیدر (فریدون ژورک) داد.

### فروش فیلم
فیلم قیصر با فروش گیشه یک میلیون و ۸۰۰ هزار تومان و با احتساب میانگین یک تومان بهای بلیط، عنوان پرمخاطب‌ترین فیلم سال ۱۳۴۸ لقب گرفت.

## دیگر عوامل فیلم[۳][۶][۷]
- دستیار کارگردان: اکبر معززی
- فیلم‌بردار و تدوین: مازیار پرتو
- دستیار فیلمبردار: حسن پژهان
- موسیقی: اسفندیار منفردزاده
- خواننده ترانه فیلم (کلاه مخملی رو باش): سوسن[۱۸][۱۹]
- شاعر ترانه: تورج نگهبان[۱۸][۱۹]
- رقص: شهرزاد
- صدابردار: محمد محمدی
- افکت، میکس: روبیک منصوری
- عکس: امیر نادری
- تیتراژ: عباس کیارستمی
- مدیر تدارکات: جلال پیشوائیان

## جشنواره‌ها و جوایز[۲۰]

جایزه بز بالدار نخستین جشنواره فیلم‌های ایرانی در سال ۱۳۴۹

- جایزهٔ اول سندیکای تهیه‌کنندگان ایران در ۱۳۴۸
- جایزهٔ تمبر طلا از اتحادیه صنایع فیلم ملی ایران ۱۳۴۸
- فیلم انتخابی سینمای ایران به جشنوارهٔ بین‌المللی فیلم برلین ۱۳۴۹
- برنده ۵ جایزه در دومین جشنواره سینمایی سپاس در اردیبهشت سال ۱۳۴۹[۲۱]

1. بهترین فیلم به عباس شباویز (تهیه‌کننده)
2. بهترین کارگردان به مسعود کیمیایی
3. بهترین بازیگر نقش اول مرد به بهروز وثوقی
4. بهترین بازیگر نقش دوم زن به ایران دفتری
5. بهترین موسیقی به اسفندیار منفردزاده

- برنده دو دیپلم افتخار از انجمن منتقدین ایران برای بهترین فیلم و بهترین بازیگر مرد (بهروز وثوقی)[۲۱]
- برنده ۳ جایزه در «نخستین جشنواره فیلم‌های ایرانی» وزارت فرهنگ و هنر در خرداد سال ۱۳۴۹[۲۲]

1. جایزه اول جشنواره (مجسمه بز بالدار) برای بهترین فیلم به عباس شباویز
2. جایزه پلاک طلای جشنواره برای بهترین بازیگر مرد به بهروز وثوقی
3. جایزه پلاک طلای جشنواره برای بهترین کارگردان به مسعود کیمیایی

- حضور در دورهٔ سوم جشنوارهٔ بین‌المللی فیلم‌های ایرانی در سینما اتوپیا پاریس ۱۳۶۵
- حضور در دوازدهمین دوره جشنوارهٔ بین‌المللی فیلم سه قاره نانت ۱۳۶۹
- حضور در جشنوارهٔ بین‌المللی موزهٔ ماچیدا ژاپن۱۳۷۲
- حضور در جشنوارهٔ مروری بر سینمای ایران در دههٔ هفتاد میلادی در موزهٔ هنرهای گرافیکی ماچیدا ۱۳۷۲
- حضور در جشنواره بین‌المللی فیلم‌های ایرانی در بنیاد فیلم بریتانیا ۱۳۷۸
- جایزه صلح جشنوارهٔ بین‌المللی فیلم مستند دانشگاه شیکاگو آمریکا ۱۳۷۹
- حضور در جشنوارهٔ فوروم دزامایژ پاریس در سال ۱۳۸۲

## در چشمِ دیگران (دیدگاه و نظر دیگران)
ابراهیم گلستان فیلم را تحسین کرده و گفته «قیصر یک فیلم گیرا و شایستهٔ توجه کامل است. اگر این فیلم درحد قریحه و استعداد سازنده‌اش ساخته شده‌بود، یک فیلم برجسته می‌شد. برجستگی کنونیِ فیلم در این است که کار یک قریحهٔ کمیاب است؛ قریحه‌ای که هنوز خود را به رشدی که شایسته‌اش است، نکشانده است… «قیصر» یک فیلم گیرا و شایستهٔ توجه کامل است. یک شاهکار کامل نیست؛ هرچند یک اشارهٔ قاطع به یک قریحهٔ نیرومند، یک فال روشن به ممکنات آینده است…» پرویز نوری نیز لحن ستاینده‌ای داشت و نوشت «و حالا قیصر به‌وجود آمده است، بعد از بیست سال انتظار، بعد از همهٔ آن «تو بمیری‌ها»، بدبینی‌ها، و بعد از تلاش خستگی‌ناپذیر و قابل ستایش در ایجاد یک سینمای واقعی در ملک.» نجف دریابندی در پاسخ نکته‌گیرانی گفته «می‌گویند که چرا قیصر به کلانتری نرفته است تا افسر نگهبان با کمال جدیت به کارش رسیدگی کند؟ سؤال مهملی است. این از قضا سرگذشت آدمی است که به کلانتری نرفته است. آن‌هایی که به کلانتری رفته‌اند، سرگذشت دیگری دارند. اشخاص می‌توانند سرگذشت یکی از این آدم‌ها را روی پرده بیاورند. هرکس پرسید چرا قهرمان آن‌ها به کلانتری رفته است، سؤالش به همان اندازه مهمل خواهد بود.»
هوشنگ کاووسی در مقاله‌ای به نام «از داج‌سیتی تا بازارچهٔ نایب‌گربه» سخت به فیلم حمله کرد. او نوشت: «وقتی قیصر را تماشا می‌کنم، وصلت آن را با فیلم فارسی عیان می‌بینم و درمی‌یابم که این فیلم ثمر پیوند بیگانه بیا و غول بیابونی است که در قهوه‌خانهٔ قنبر اتفاق افتاده…» هوشنگ طاهری نیز در مقاله‌ای تند به فیلم تاخت: «قیصر بدون شک ارتجاعی‌ترین فیلمی است که تاکنون در سینمای ایران ساخته شده است. کیمیایی با این فیلم خود، درست در حساس‌ترین لحظه‌ای که سینمای مبتذل بومیِ ما در آخرین مراحل حیات خود دست‌وپا می‌زند و می‌رود که به‌یک‌باره در ابتذال روزافزون خود خفه شود، به یاری‌اش می‌شتابد و با انتخاب موضوعی اشک‌انگیز و پرداختی احساساتی، بار دیگر حیاتی نو به این کالبد فاسد می‌دهد…»
شهریار مندنی‌پور روایت سینمایی فیلم را پسندیده: « «قیصر» فیلم است. اگر در روایتِ داستان نقص‌هایی دارد، اما در روایت سینمایی‌اش هنوز هم دیدنی است… «قیصر» بدون در نظر گرفتن تحسین بیهوده و غیرهنریِ تاریخ‌گر، بدون توجه به جذبهٔ توریستیِ آن، مردانگی و روش‌های زیستیِ زیرِبازارچه‌ایِ به‌زوال‌رفته، هنوز دیدنی است، و این به یُمن روایت سینماییِ آن است.» مجید اسلامی نیز سی‌سال پس از نمایش فیلم گفته: «حالا… راحت‌تر به این موضوع پی می‌بریم که «قیصر» حاصل برخورد شهودیِ یک کارگردان بااستعداد بود با موضوع و فضایی که با آن خیلی خوب آشنا بود، و گروه بسیار خوبی هم در کنارش بود، و همهٔ این‌ها فیلم درخشانی پدیدآورد که می‌توانست هم تماشاگرانش را از سینما راضی به بیرون بفرستد و هم معانی متعددی را به ذهنشان بکشانَد.»
داریوش ارجمند نگاه واقع‌گرا را یکی از دلایل موفقیت فیلم «قیصر» دانسته و با عنوان این‌که این فیلم برخلاف دیگر فیلم‌های آن زمان در وهم و خیال نمی‌گذشت، افزوده‌بود: «این فیلم زندگی واقعی مردم را در ابعادی تکان‌دهنده در مقابل سینمای خیالی به نمایش گذاشت. این فیلم، با استفاده از تکنیک و اندیشه‌ای نو و ارائهٔ بازی‌های خلاقانه به قشر فرودست جامعه و دغدغه‌های آن‌ها پرداخته، که سبب می‌شود تا مخاطب با شخصیت‌های فیلم حس هم‌ذات‌پنداری پیدا کند، و این گامی مؤثر درجهت توجه مردم به این فیلم است.» او با بیان اینکه «دفاع فردی و مبارزهٔ یک‌تنهٔ قیصر در برابر ظلم اعمال‌شده بر طبقه‌ای خاص، در میان مردم بازتاب خوبی داشت»، گفت: «در برهه‌ای که از اوضاع و احوال اجتماع، رفتارهای قشر ویژه‌ای از مردم را مد نظر داشت، کیمیایی توجه خود را به‌سمت عامهٔ مردم متوجه کرد و آن‌ها را به‌تصویر کشید.» داریوش ارجمند، با تأکید بر اینکه «قیصر» موج نویی در سینمای ایران ایجاد کرد، گفت: «هرچند پیش از «قیصر» تلاش‌هایی برای تصویر کردن واقعیت صورت گرفت که حاصل آن فیلم‌هایی چون «خشت و آیینهٔ» ابراهیم گلستان و «شب قوزی» فرخ غفاری بود، اما ازآنجاکه این فیلم‌ها با استقبال مردم همراه نبودند، نتوانستند جریانی را در سینمای ایران ایجاد کنند».
پس از انقلاب ۱۳۵۷ صادق خلخالی گفت: «من عقیده‌ام این است که اگر همه سینماها هم تعطیل شوند، نباید فیلم قیصر (و امثال این‌ها) را به نمایش گذاشت. این فرهنگ و هنر باید تصفیه بشود و افراد ضدانقلاب و خودکامه از آنجا بیرون بروند و احیاناً اگر همه افراد آن مروج فساد هستند، باید در اسرع وقت آن مکان را تعطیل کرد. ما نمی‌توانیم نظاره‌گر ترویج بی‌بندوباری در همه شئونات کشور باشیم و دست روی دست بگذاریم. همان‌طور که با مواد مخدر و ضدانقلاب مبارزه کردیم، با این مفسدین نیز مبارزه خواهیم کرد.»

## تأثیر بر سینمای جهان
- فیلم ترکیه ای «سرنوشت: روزگاری در استانبول» (۱۹۷۲) با ایده گرفتن از فیلم قیصر بازسازی شد.[۲۶]